# Ishikawa Goemon
Ishikawa Goemon (石川 五衛門 ou 石川 五右衛門, 1558-1594) était un bandit japonais semi-légendaire qui volait de l’or et d’autres objets de valeur afin de les remettre aux pauvres.

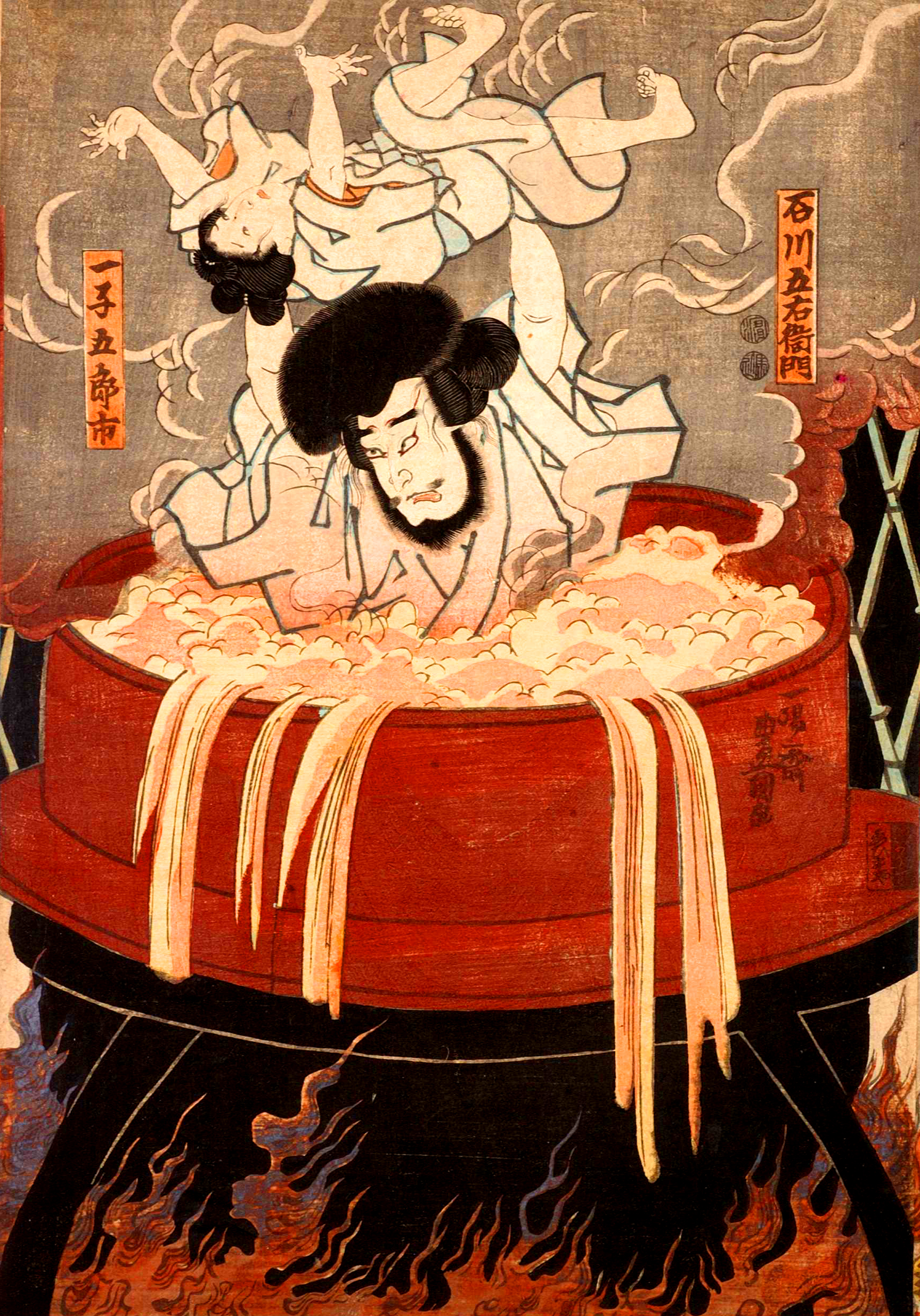
L’exécution de Goemon Ishikawa (image réalisée à la fin du XIXe siècle).

L’élément probablement le plus remarquable de sa vie, celui avec lequel on l’associe la plupart du temps, est d'avoir été bouilli vivant en public après une tentative d'assassinat ratée du seigneur de guerre Toyotomi Hideyoshi. Une grande baignoire en forme de bouilloire de fer est maintenant appelée un Goemon-buro (« baignoire Goemon »),.

## Biographie
Il y a peu de faits historiques sur la vie de Goemon et il devint donc un héros populaire dont les antécédents et les origines furent l’objet de nombreuses spéculations. Dans sa première apparition dans les annales historiques, la biographie de Hideyoshi datant de 1642, on se réfère à lui comme à un simple bandit. Alors que sa légende devenait populaire, plusieurs exploits anti-autoritaristes lui furent attribués, incluant une tentative supposée d’assassinat du grand seigneur de guerre Nobunaga Oda,.
Selon une version, Goemon est né sous le nom de « Sanada Kuranoshin » en 1558 dans une famille de samouraïs au service du puissant clan Miyoshi dans la province d’Iga. En 1573, lorsque son père (possiblement Ishikawa Akashi) fut tué par les hommes du shogun Ashikaga, Sanada, alors âgé de quinze ans, jura de se venger et commença son apprentissage du ninjutsu d’Iga sous le mentorat de Momochi Sandayu. Il fut cependant contraint de s’enfuir lorsque son maître découvrit sa relation romantique avec l’une de ses maîtresses ; Sanada eut néanmoins l’opportunité de lui voler une épée de valeur. Il déménagea par la suite dans la région voisine du Kansai, où il forma et dirigea une bande de voleurs et de bandits sous le nom d’« Ishikawa Goemon » qui volait de riches seigneurs féodaux, des marchands et des temples et partageait son butin avec les paysans pauvres et opprimés. Selon une autre version, qui attribue aussi à Goemon une tentative ratée d’empoisonnement de Nobunaga, il fut forcé à devenir un voleur quand les réseaux de ninjas furent brisés. 
Il y a aussi de nombreux comptes rendus contradictoires sur l’exécution publique de Goemon en face de la porte principale du temple bouddhiste Nanzen-ji à Kyoto, incluant, mais ne s'y limitant pas, ceux-ci :
- Goemon essaya d’assassiner Hideyoshi pour venger la mort de sa femme Otaki et la capture de son fils Gobei. Il s’introduisit dans le château de Fushimi et entra dans la chambre d’Hideyoshi, mais renversa une cloche posée sur une table. Le bruit réveilla les gardes et Goemon fut capturé. Il fut condamné à mort en étant bouilli vivant dans un chaudron de fer avec son très jeune fils, mais fut capable de le sauver en le tenant au-dessus de l’huile[10] ;
- Goemon voulait tuer Hideyoshi parce qu’il était un despote. Quand il entra dans la chambre d’Hideyoshi, il fut détecté par un brûleur d’encens mystique[réf. nécessaire]. Il fut exécuté un 24 août, avec sa femme, son fils, et vingt membres de sa famille[11] ;
- lors de son supplice sur les bords de la Kamogawa, Goemon fut plongé avec son fils Ichiro dans une marmite d'huile bouillante. Il s'efforça tout d'abord de sauver son enfant en le tenant à bout de bras, mais soudainement le plongea profondément dans l’huile bouillonnante afin de le tuer le plus rapidement possible. Puis il tint le corps bien haut dans les airs en signe de défi face à ses ennemis jusqu’à ce qu’il succombe finalement à la douleur et à ses blessures et s'effondre dans la marmite[12],[13].

Même la date exacte de sa mort est douteuse, car certaines annales l’ont enregistrée comme ayant eu lieu l’été, alors que d’autres la font plutôt tomber le 8 octobre (c’est-à-dire après le milieu de l’automne japonais). Avant son trépas, Goemon écrivit un célèbre poème d’adieu dans lequel il affirme que peu importe les circonstances, il y aura toujours des voleurs. Une pierre tombale lui étant consacrée se trouve au temple Daiunin à Kyoto.

## Dans la culture populaire

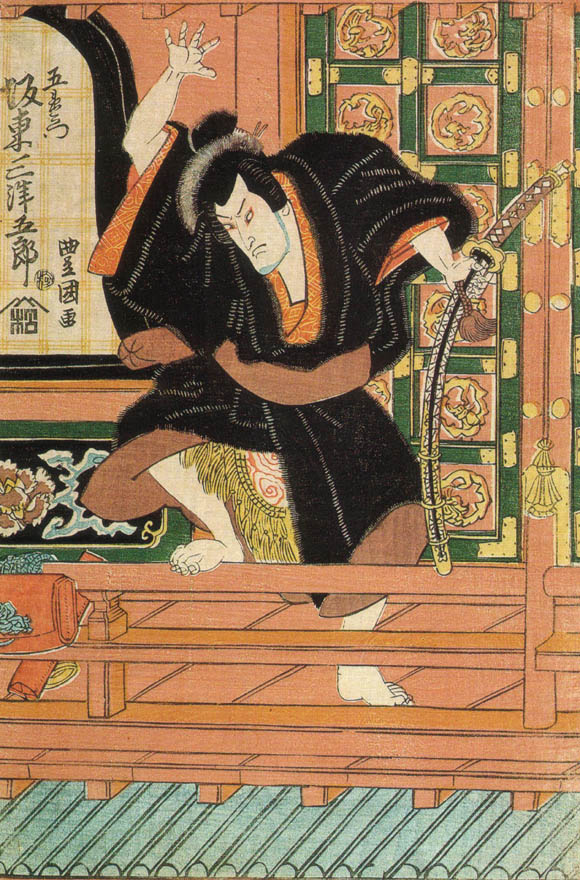
L'acteur Bandō Mitsugorō III dans le rôle d'Ishikawa Goemon dans la pièce Sanmon Gosan no Kiri mise en scène en mars 1820 au Nakamura-za (œuvre de Utagawa Toyokuni).

Ishikawa Goemon est le sujet de plusieurs pièces de kabuki. La seule encore jouée de nos jours est Kinmon gosan no kiri (La Porte dorée et le mon paulownia), une pièce en cinq actes écrite par Namiki Gohei I en 1778. Le plus célèbre de ses actes s’intitule Sanmon gosan no kiri (La Porte du temple et le mon paulownia) dans lequel Goemon est initialement vu assis au sommet de la porte Sanmon à Nanzen-ji. Il fume un kiseru argenté, une sorte de longue pipe, et s’exclame : « La vue du printemps vaut un millier de pièces d’or, à ce qu’ils disent, mais c’est trop peu, trop peu. Ces yeux de Goemon jugent qu’elle en mérite dix milliers! » Goemon apprend rapidement que son père, So Sokei, fut tué par Mashiba Hisayoshi (un alias populaire au kabuki pour Toyotomi Hideyoshi) et il se met en route afin de venger sa mort. Goemon apparaît aussi dans la célèbre histoire tirée de faits historiques les 47 rōnin.
Il apparait dans de nombreux films japonais, tels que Goemon: The Freedom Fighter, ainsi que dans des jeux vidéo (Samurai Warriors, Warriors Orochi, Kessen III, Ninja Master's: Haō Ninpō Chō, Throne of Darkness…), il a notamment inspiré le personnage principal de la série de jeux vidéo Ganbare Goemon. Goemon Ishikawa XIII, personnage de fiction apparaissant dans la série de mangas et anime Lupin III, est son descendant de la 13e génération.
Dans la série Kamen Rider Ghost, les Kamen Riders utilisent le pouvoir des âmes de défunts historiques, dont Goemon.
Dans le jeu vidéo Persona 5, la Personæ de base de Yusuke est une représentation plus moderne de ce bandit (il a tout de même un kiseru). Les Personæ des autres Voleurs Fantômes sont également des représentations de voleurs et de criminels célèbres ( Arsène Lupin, Robin des Bois...)
Dans le manga populaire One Piece, l'auteur Eiichirō Oda semble s'être inspiré de Ishawaka Goemon pour écrire le personnage charismatique de Oden Kozuki. En effet, on peut relever beaucoup de similitudes entre les deux personnages : le character design très similaire entre Oden et Ishakawa qui présentent des visages quasi identiques, le fait qu'Oden forma et dirigea lui-aussi une bande de voleurs du village de Kuri, qu'on appellera par la suite les « neuf fourreaux rouges », le nom de l'épouse de Oden, O-Toki, qui est très proche du nom "O-Taki" de l'épouse de Ishawaka et enfin le fait que le supplice final infligé par le Shogun Orochi Kurozumi fut de tremper Oden dans une marmite d'huile bouillante avec tous ses vassaux, et que celui-ci voulu les sauver en plongeant dans la marmite et en les portant bras tendus pendant une heure.